# Petar Milošević
Petar Milošević (u mađarskim dokumentima Milosevits Péter) je srpski književni kritičar, teoretičar, antologičar i javni djelatnik iz Mađarske. 
Surađivao je s budimpeštanskim Narodnim novinama. 

## Djela
Sastavio je antologiju pjesama pripadnika južnoslavenskih naroda u Mađarskoj Gde nestaje glas, koju je izdao Demokratski savez Južnih Slavena 1984.

## Vanjske poveznice
- (mađ.) Nemzetiségek.hu - Barátság folyóirat honlapja Petar Milošević: Rongyos ing a padláson (sadrži fotografije Petra Miloševića i Đuse Šimare-Pužarova)